# Sophie Lüscher
Sophie Lüscher (* 5. September 2002) ist eine Schweizer Tennisspielerin.

## Karriere
Lüscher spielt vor allem auf Turnieren der ITF Women’s World Tennis Tour, wo sie bisher einen Doppeltitel gewinnen konnte.
Bereits als Juniorin konnte Sophie Lüscher grosse Erfolge und viele Titel im Mädchen- und Juniorinnenbereich gewinnen.

### College Tennis
Seit 2021 spielt Lüscher für das Damentennisteam der Oregon Ducks der University of Oregon.

## Turniersiege

### Doppel
| Nr. | Datum        | Turnier  | Kategorie | Belag | Partner         | Finalgegner                          | Ergebnis           |
| --- | ------------ | -------- | --------- | ----- | --------------- | ------------------------------------ | ------------------ |
| 1.  | 8. Juli 2023 | Klosters | ITF W25   | Sand  | Paula Cembranos | Kryszina Dsmitruk Prarthana Thombare | 7:65, 3:6, [14:12] |